# Tadeusz Protazy
Tadeusz Protazy (ur. 28 października 1936 w Kurowicach, zm. 21 maja 2014) – polski wojskowy, podpułkownik Wojska Polskiego.

## Życiorys
Do służby w Wojskach Ochrony Pogranicza (WOP) wstąpił w 1955 roku. W roku 1958 ukończył Oficerską Szkołę WOP w Kętrzynie i został skierowany do służby w Górnośląskiej Brygadzie WOP (GB WOP), gdzie dostał przydział na strażnicę WOP w Zebrzydowicach, gdzie został dowódcą strażnicy. Następnie został przeniesiony na stanowisko dowódcy kompanii dowodzenia przy sztabie GB WOP w Gliwicach. Kolejnym szczeblem było stanowisko pomocnika szefa Wydziału Operacyjnego GB WOP i dowódcy batalionu odwodowego w GB WOP. W roku 1988 przeszedł w stan spoczynku.
Tadeusz Protazy pełnił wiele funkcji społecznych, był przez trzy kadencje prezesem Koła nr 6 w Gliwicach, członkiem Wojewódzkiego Zarządu ZŻWP w Katowicach, a przez jedną kadencję pełnił funkcję zastępcy prezesa. Był współorganizatorem zawodów strzeleckich oraz spotkań wielopokoleniowych. Dzięki jego staraniom odsłonięto tablicę pamiątkową na budynku byłego sztabu Górnośląskiej Brygady WOP w Gliwicach, wydano zarys historii Górnośląskiej Brygady WOP, oraz opracowano historię „30 lat Koła nr 6 w Gliwicach”.
Zmarł 21 maja 2014 roku i został pochowany na Cmentarzu Centralnym w Gliwicach.

## Odznaczenia
- Złoty Krzyż Zasługi
- Srebrny Krzyż Zasługi
- Złoty Medal „Siły Zbrojne w Służbie Ojczyzny”
- Srebrny Medal „Siły Zbrojne w Służbie Ojczyzny”
- Brązowy Medal „Siły Zbrojne w Służbie Ojczyzny”
- Złoty Medal „Za zasługi dla obronności kraju”
- Srebrny Medal „Za zasługi dla obronności kraju”
- Brązowy Medal „Za zasługi dla obronności kraju”
- Złota Odznaka „Za zasługi w obronie granic PRL”
- Złota Odznaka „Za zasługi w ochronie porządku publicznego”

i wiele innych.